# Línea 9 (EMT Valencia)
La línea 9 Sedaví/Horno de Alcedo-Estación del Norte de la EMT Valencia une el barrio de Horno de Alcedo con la Estación del Norte dando servicio a su paso a la población de Sedaví, el barrio de La Torre y el Hospital Doctor Peset.

## Recorrido
Dirección Sedaví/Forn d'Alcedo: Sant Pau, Xàtiva, Jesús, Gaspar Aguilar, Doctor Tomás Sala, San Vicente Mártir, José Soto Micó, Real de Madrid, Av País Valencià (Sedaví), La Murta (Sedaví), Karl Marx, Guadalquivir.
Dirección Estació del Norte: Guadalquivir, La Murta (Sedaví), Av País Valencia (Sedaví), Real de Madrid, José Soto Micó, San Vicente Mártir, Dr. Tomás Sala, Gaspar Aguilar, Jaime Beltrán, Uruguay, Albacete, San Vicente, Pl. España, Sant Pau.

## Historia
Cambia los tranvías por autobuses el 12 de febrero de 1967, ampliando la cabecera hasta la Estación Valenciana de Pont de Fusta. En enero de 1976 implanta el agente único. El 2 de octubre de 1980 prolonga su trayecto hasta el barrio de San Marcelino, desde el cementerio. El 18 de septiembre de 1995, se amplía su recorrido norte hasta la Alameda, por la apertura de la estación de metro del mismo nombre.En el año 2000, con la construcción del Bulevar Sur,tuvo recorrido provisional por la Calle San Marcelino, girando a Ingeniero José Sirera y volviendo por Pío IX a la calle Tomás de Villaroya hasta  el año 2001. Después, el 1 de enero de 2001, se reestructura el recorrido hasta las Universidades por el norte, y hasta La Torre por el sur. El 9 de mayo de 2001 cambia de nuevo, y deja de entrar hasta el Cementerio, con la apertura del Bulevar Sur. A las Universidades entra y sale por calle Clariano, hasta que se cambia la ruta de salida por Albalat dels Tarongers. Al finalizar las obras del aparcamiento subterráneo de la zona, en marzo de 2008 modifica su paso al lado de la Estación de Jesús, saliendo por Uruguay. En noviembre de 2008 recibe el certificado de la norma de calidad AENOR UNE EN 13816.
En julio del 2016 recorta su recorrido hasta el Paseo de la Alameda ,debido a la reestructuración de líneas de dicha fecha. Además, en dirección al Paseo de la Alameda deja de pasar por la calle Pérez Pujol y lo hace por la Plaza del Ayuntamiento.
El 9 de diciembre de 2019 alarga su recorrido hasta la pedanía de Horno de Alcedo, pasando por el municipio de Sedaví, cumpliéndose así una reivindicación de las asociaciones vecinales y el consistorio para acceder a servicios como el Hospital Doctor Peset.
El 4 de mayo del 2020 recorta su recorrido en la calle Sant Pau, debido a la remodelación de líneas de la tercera fase de "La Xarxa del Futur", dando servicio a la Estación del Norte.
La línea la gestionó la EMT como autobús en 1988, pasando a ser una línea diurna de la flota de autobuses,donde no se amplió el recorrido hasta la Torre y Universitats en el año 2001, hasta esa fecha el recorrido era San Marcelino-Albereda.

## Otros datos
| Líneas de autobuses que prestan servicio en Valencia |               |                  |
| Línea anterior:                                      | Línea actual: | Línea siguiente: |
| 8 Línea 8                                            | 9 Línea 9     | 10 Línea 10      |